# Renansart
Renansart är en kommun i departementet Aisne i regionen Hauts-de-France i norra Frankrike. Kommunen ligger  i kantonen Ribemont som ligger i arrondissementet Saint-Quentin. År 2022 hade Renansart 149 invånare.

## Befolkningsutveckling
Antalet invånare i kommunen Renansart
Referens: INSEE